# Fritz Klein (Journalist)
Michael Arthur Friedrich „Fritz“ Klein senior (* 1. September 1895 in Weißkirch, Siebenbürgen, Österreich-Ungarn; † 8. Mai 1936 in Liegnitz) war ein deutscher Journalist und Publizist.

## Leben und Tätigkeit

### Jugend und Ausbildung
Michael Arthur Friedrich (kurz: Fritz) Klein kam am 1. September 1895 als ältestes von vier Kindern des evangelischen Pfarrers Friedrich Michael Klein (1851–1913) im siebenbürgischen Weißkirch zur Welt. Seine Mutter, Hermine Klein geb. Csallner (1872–1961), entstammte ebenfalls einer Pfarrersfamilie. Zu seinen Brüdern zählte der Gelehrte Karl Kurt Klein. Nach dem Abitur am Hermannstädter Gymnasium begann Fritz Klein 1913 als Einjährig-Freiwilliger in einem k.u.k. österreichisch-ungarischen Feldartillerieregiment zu dienen. Während des Ersten Weltkriegs stieg er bis zum Oberleutnant auf. Er studierte an den Universitäten von Wien, Klausenburg und Debrecen Rechts- und Staatswissenschaften sowie Nationalökonomie. 1921 schloss er sein Studium mit einer Doktorarbeit über den Neomerkantilismus in Rumänien ab. Bereits während seines Studiums arbeitete Fritz Klein als freier Mitarbeiter für verschiedene Zeitungen Österreich-Ungarns sowie des Deutschen Reichs.

### Weimarer Republik
Seit 1919 war er als Redakteur für die Hermannstädter Deutsche Tagespost tätig und wurde 1921 ihr Chefredakteur. Der siebenbürgische Politiker Rudolf Brandsch, der bereits die Deutsche Tagespost mitbegründet hatte, plante eine neue deutsche Tageszeitung in Bukarest, für deren redaktionelle Leitung er Fritz Klein favorisierte. Während des Sommers 1921 sollte Fritz Klein deshalb in Berlin seine Redaktionserfahrungen erweitern und gleichzeitig ein Netz von zusätzlichen Kontakten knüpfen. Wenngleich das Bukarester Zeitungsprojekt nicht realisiert werden konnte, so wurde seine Karriere jedoch durch den Berliner Aufenthalt forciert. Er hospitierte bei einer der wichtigsten Tageszeitungen, der Deutschen Allgemeinen Zeitung (DAZ), und wurde 1922 als ihr Redakteur angestellt. Im gleichen Jahr heiratete er die Hermannstädterin Gertrud Orendt (1900–1938). Aus der Ehe gingen mehrere Kinder hervor, darunter der Historiker Fritz Klein Jr.
Bereits zwei Jahre später avancierte Fritz Klein zum Stellvertreter des Chefredakteurs Paul Lensch (1873–1926), dessen Posten er ein Jahr später, im November 1925, übernahm. Seit diesem Zeitpunkt wirkte Fritz Klein mit seinen viel gelesenen Leitartikeln, die er unter dem Kürzel „Dr. F.K.“ veröffentlichte, auf die öffentliche Meinung in Berlin und im Reich ein. Als außenpolitischer Berichterstatter der DAZ verfolgte er Sitzungen des Völkerbunds in Genf und besuchte internationale Konferenzen (Locarno 1925, Den Haag 1929 und 1930, Lausanne 1932). Er war u. a. Mitglied des Deutschen Herrenklubs sowie des Rotary Clubs und wurde 1929 zum Vorsitzenden des Vereins der Berliner Presse gewählt. Seine erfolgreiche journalistische Tätigkeit brachte Klein bald persönlichen Wohlstand und gesellschaftlichen Rang ein. Als einer der bestvernetzten Männer der Berliner Politszene unterhielt Klein enge Kontakte zu zahlreichen bedeutenden Persönlichkeiten des öffentlichen Lebens – so zu Industriellen wie Hugo Stinnes und Wilhelm Cuno oder zu Publizisten wie Edgar Jung und Paul Fechter.
Zu einigen Politikern der Weimarer Republik wie Gustav Stresemann (1878–1929) und Heinrich Brüning (1885–1970) entwickelte Fritz Klein eine Vertrauensstellung, die seinem Anliegen, auch politisch zu wirken, entsprach. Unter seiner redaktionellen Leitung vertrat die DAZ durchgehend die Interessen der Ruhrindustriellen, Banken und Großreedereien. Sie waren im Aufsichtsrat der DAZ vertreten und finanzierten die Zeitung während der gesamten Zeit in unterschiedlichem Maße. Aufgrund der umfangreichen staatlichen Subventionen, die die Zeitung gerade zu Beginn von Kleins Chefredakteurszeit erhielt, stand sie zunächst in der Kritik, das offiziöse Sprachorgan der Reichsregierung zu sein. Fritz Klein war kein Mitglied einer Partei, er stand jedoch der bürgerlich-konservativen Politik der Deutschen Volkspartei (DVP) nahe. Der ab Beginn der dreißiger Jahre vertretene Kurs der Ruhrindustriellen, für die erstarkende NSDAP eine Regierungsbeteiligung zu fordern, wurde von ihm mitgetragen.
Das Angebot des 1930 ernannten Reichskanzlers Heinrich Brüning, ihn zum Reichspressechef zu ernennen, schlug Klein aus.

### Zeit des Nationalsozialismus (1933 bis 1936)

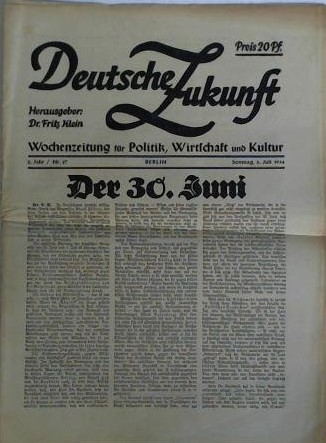
Leitartikel zum Röhm-Putsch

Nach der „Machtergreifung“ der NSDAP 1933 stimmte er jedoch nicht in die allgemeine Euphorie ein, sondern fand angesichts mancher Maßnahmen der neuen Regierung kritische Töne. So wurde er bereits wegen seines Artikels vom 13. März 1933 zum Minister für Volksaufklärung und Propaganda Joseph Goebbels (1897–1945) und zum Chef des Ministeramtes im Reichswehrministerium Walter von Reichenau (1884–1942) zitiert, die zwar grundsätzlich die positive Bewertung der DAZ zur politischen Wende begrüßten, jedoch Kleins Bedauern über den starken Rückgang der Stimmenzahlen von nichtnationalsozialistischen rechten Kräften – wie z. B. der Deutschnationalen und ihres sinkenden Einflusses in der Regierung – kritisierten.
Nachdem Fritz Klein in seinem Leitartikel „Bruderkampf“ vom 29. Mai 1933 an Hitlers Österreich-Politik Kritik geübt hatte, wurde die DAZ auf persönliche Anordnung Adolf Hitlers (1889–1945) kurzzeitig verboten. Während dieser Zeit wurde Fritz Klein seiner Position als Chefredakteur durch die Eigentümer und den Aufsichtsrat der DAZ enthoben. Eine Stelle als Korrespondent der DAZ in London, welche man ihm anbot, lehnte er ab. Das Verhalten des Aufsichtsrates enttäuschte ihn stark und er kündigte selbst. Angebote aus dem Ausland nahm er aufgrund seiner deutschnationalen Ansichten nicht an, da er sich nicht zum Emigranten machen lassen wollte. Anfang September hoffte Fritz Klein noch auf eine persönliche Unterredung mit Adolf Hitler, um dessen negatives Urteil zu korrigieren. Auch bei Joseph Goebbels und dem preußischen Ministerpräsidenten Hermann Göring (1893–1946) bemühte er sich vergeblich um ein Gespräch.
Am 3. Oktober 1933 gründete Fritz Klein zusammen mit Paul Fechter (1880–1958) die Wochenzeitschrift Deutsche Zukunft (DZ), deren erste Nummer am 15. Oktober 1933 erschien. In wirtschaftlicher Hinsicht führte die berufliche Veränderung zu finanziellen Problemen. Obschon kaum mehr kritisch in ihren Artikeln, gelang es der Zeitschrift, von manchen Lesern als eine Art stille Opposition wahrgenommen zu werden. 1936 nahm Fritz Klein als Oberleutnant der Reserve an einer Wehrübung bei einem Artillerieregiment in Liegnitz teil. Während eines Ausritts stürzte er am 8. Mai vom Pferd und verstarb am Unfallort. Er hinterließ seine Frau Gertrud und die vier gemeinsamen Söhne im Alter zwischen 5 und 11 Jahren, von denen der älteste, Fritz, später als Historiker tätig war.

## Schriften
- Dreizehn Männer regieren Europa. Umrisse der europäischen Zukunftspolitik. Berlin 1930.
- Warum Krieg in Abessinien? Leipzig 1935.